# Robe de débutante
 (mai 2021).
 (mai 2021).

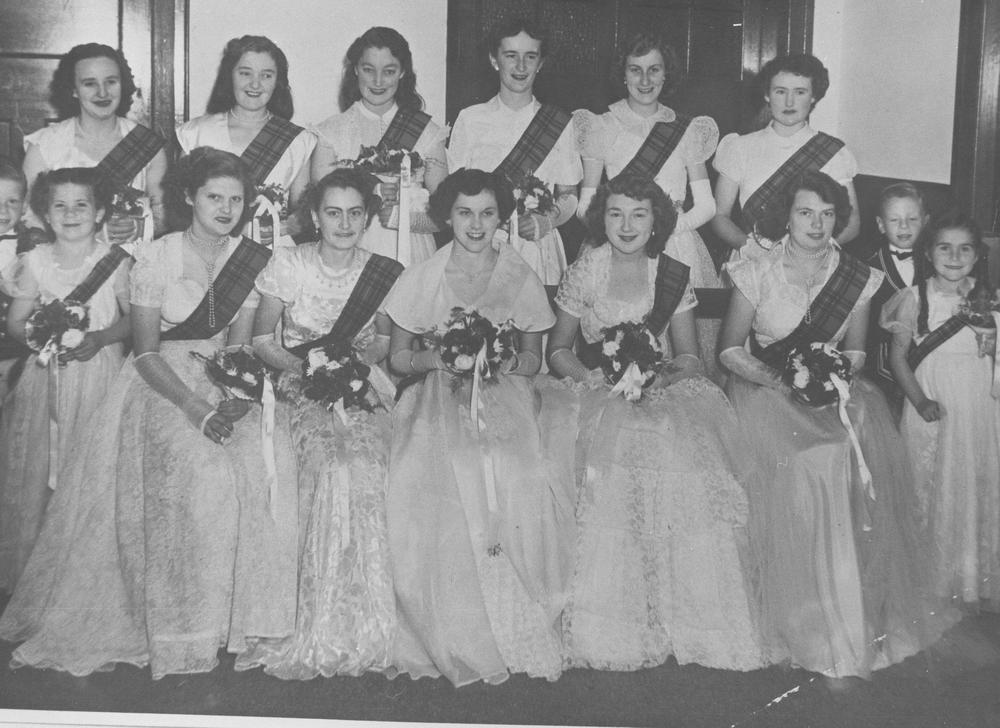
Robes de débutantes, en Australie, en 1952.

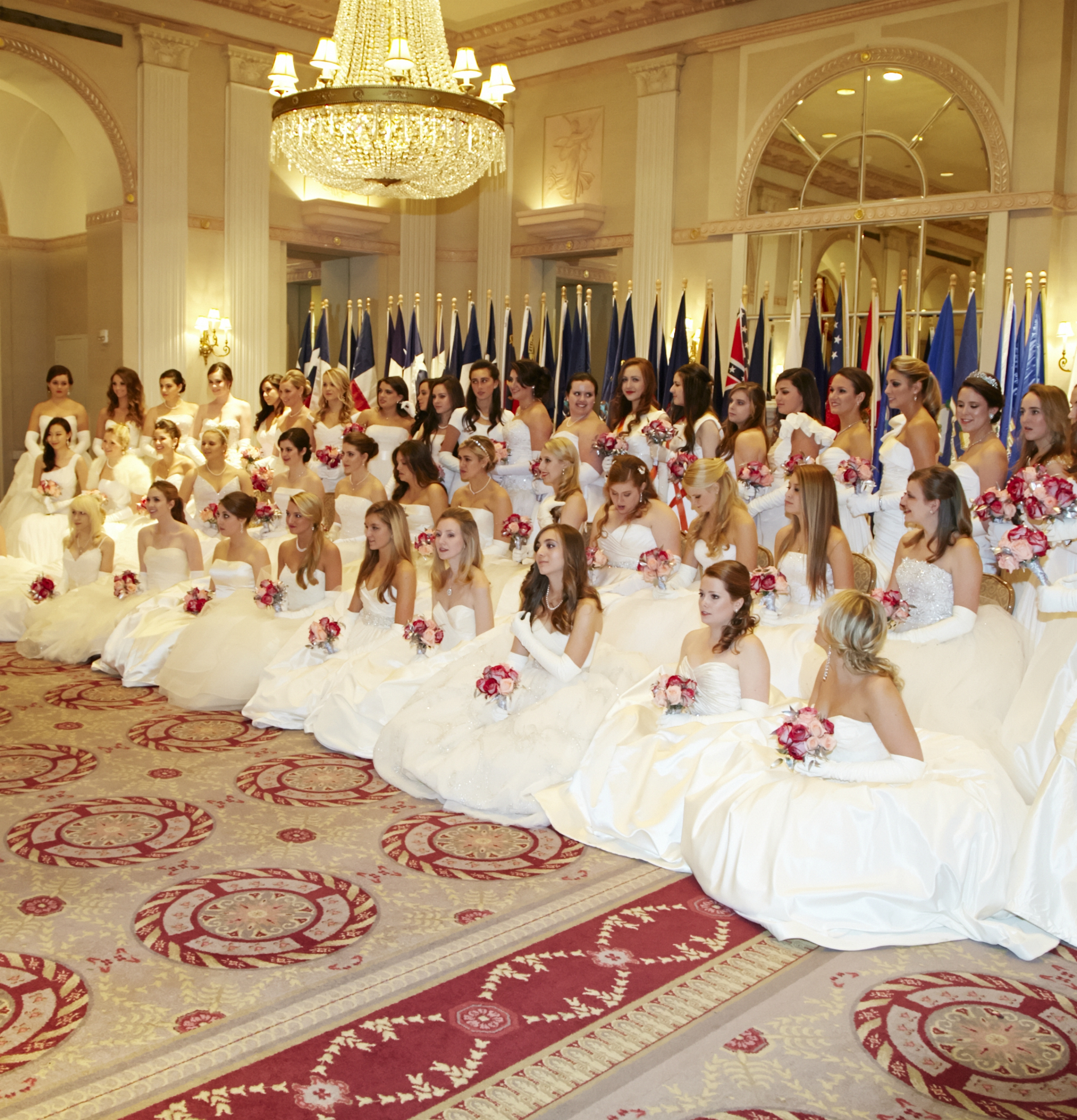
58th International Debutante Ball, 2012, New York City (Waldorf-Astoria Hotel)

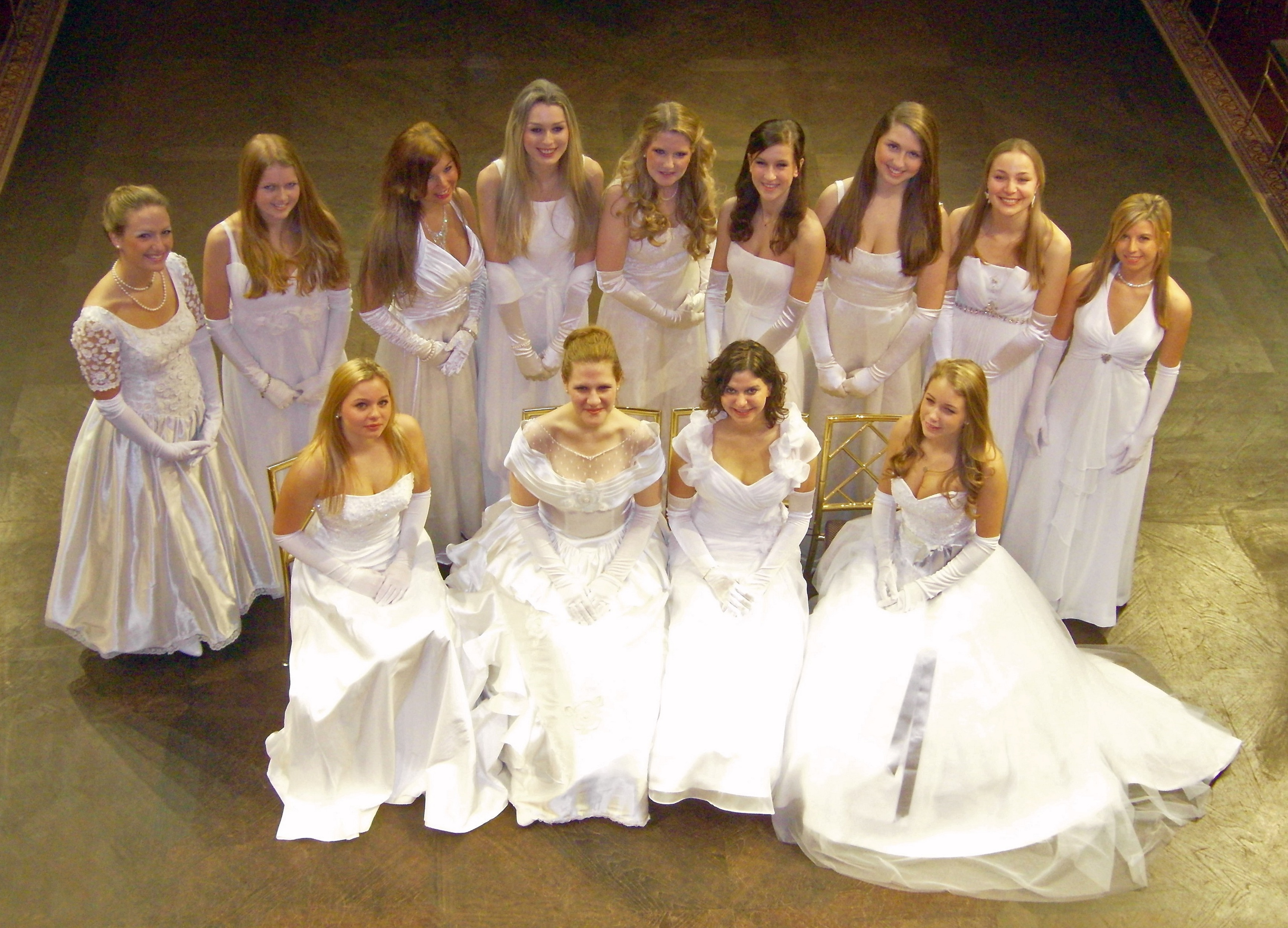
Robe de débutante et gants de soirée portés par Debutante, 2012.

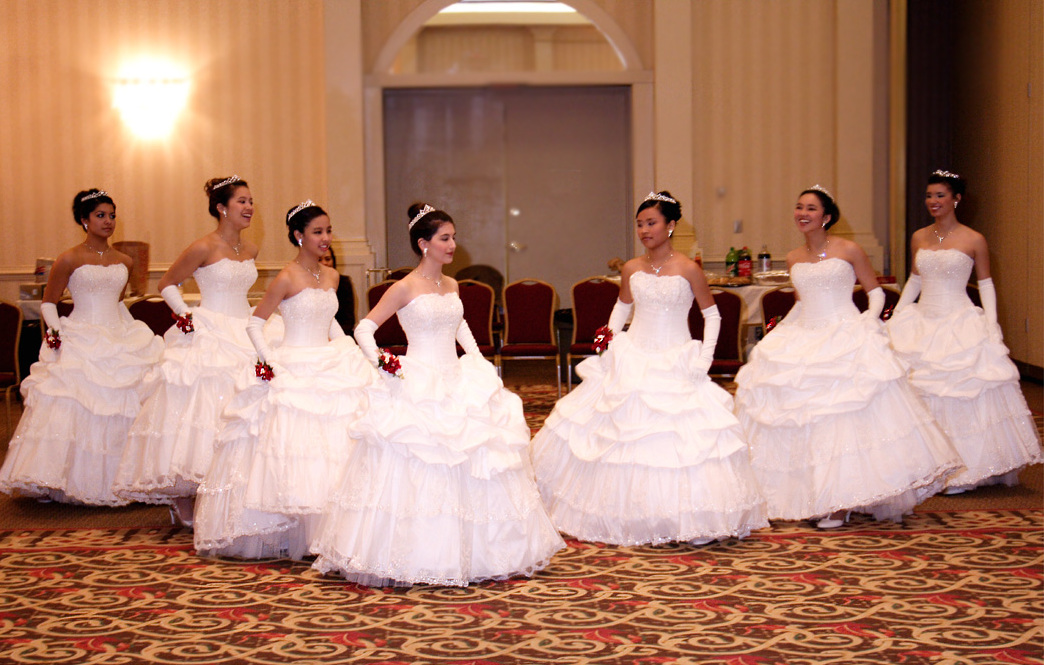
Débutantes américaines, en février 2009.

Une robe de débutante est une robe de bal blanche , accompagnée de longs gants blancs et de perles portées par des filles ou des jeunes femmes à leur cotillon débutante[pas clair]. Les cotillons débutants étaient des célébrations traditionnelles de passage à l'âge adulte pour les jeunes filles éligibles prêtes à être présentées à la société comme prêtes pour le mariage.

## Règles vestimentaires requises
La robe d'une jeune femme était régie par un ensemble de règles méticuleusement définies qui étaient strictement appliquées. Ces règles variaient d'une monarchie à l'autre[pas clair] et ne suivaient pas toujours la mode de l'époque. Le blanc était la couleur préférée pour sa robe, bien que les couleurs douces comme l'ivoire ou la coquille d'œuf soient acceptables tant qu'elles étaient sur un fond blanc. La coiffe comprenait toujours des plumes et un voile bien que le nombre et la taille des plumes variaient avec le temps. Les femmes mariées portaient un diadème. Au fil du temps, les styles et la mode ont changé. Mais, la seule constante qui lie le débutant en Angleterre au débutant américain moderne, est le port de longs gants en cuir de chevreau blanc au-dessus du coude (= opéra). Ce genre de gant est connu depuis plus d'un siècle comme l'un des symboles les plus importants de la féminité de la classe supérieure. Une débutante sans gants n'est ainsi pas une vraie débutante.

## Ère géorgienne
Sous le règne du roi George III et de la reine Charlotte , la robe de la débutante comportait une jupe cerceau et des garnitures élaborées comprenant un seul panache d'autruche porté sur la tête, même si les robes simples à taille haute étaient préférées. Sous le règne du roi George IV , la jupe cerceau a été exclue et le style d'une robe de débutante est devenu une variante de ce qui était considéré comme populaire pour les tenues de soirée formelles au cours de la période.

## Époque victorienne

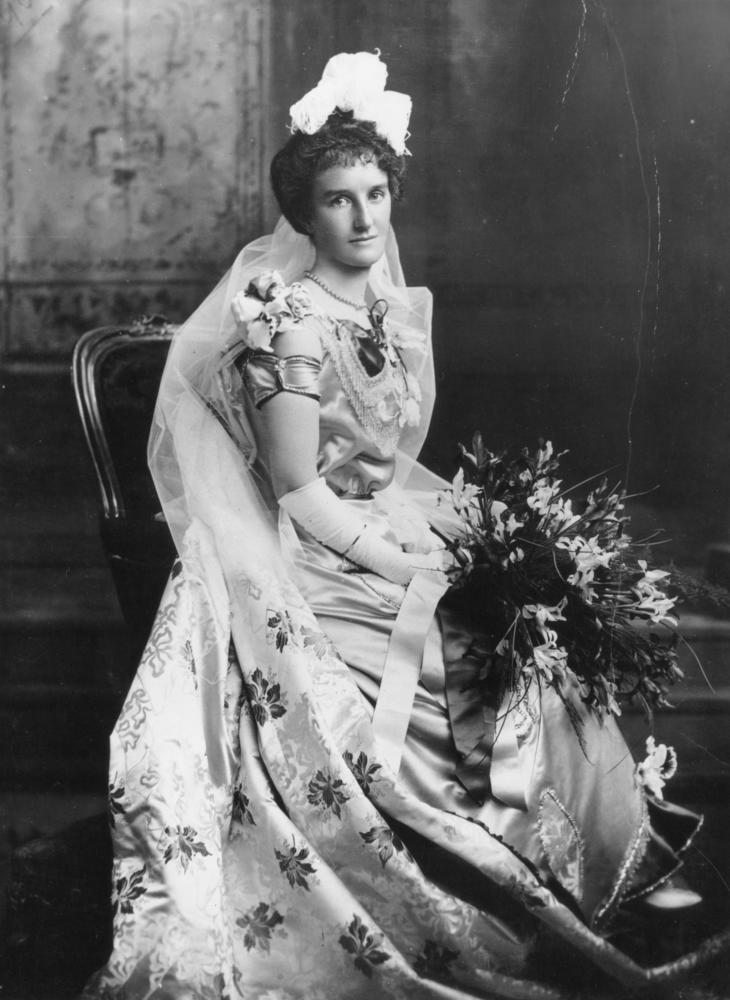
A debutante dress ca. 1890

Les robes débutantes étaient presque toujours à manches courtes et devaient être décolletées. Cependant, un certificat médical pouvait être présenté à l'époque, indiquant que la coupe basse était préjudiciable à la santé de la jeune femme. Lorsqu'une débutante de la bonne société se mariait, il était d'usage qu'elle soit de nouveau présentée à la cour en tant que membre d'une nouvelle famille ; à cette occasion, elle pouvait revêtir sa robe de mariée, à condition de l'adapter aux exigences de la cour, c'est-à-dire avec des manches courtes, un décolleté, et une traîne.
On[Qui ?] a dit que la reine Victoria détestait les petites plumes, alors des ordres ont été envoyés pour que Sa Majesté souhaite voir les plumes à l'approche de la jeune femme[pas clair]. À la fin du règne de la reine Victoria et à la cour d' Édouard VII, la coiffure nécessaire était de trois plumes disposées dans un panache de prince de Galles[pas clair]. Une plume centrale légèrement plus haute que les deux de chaque côté légèrement usée sur le côté gauche de la tête[pas clair].
Pour la présentation de jeunes filles et de femmes en deuil, il était acceptable que leurs robes et leurs voiles soient noirs. Peu importait la température froide de cette journée spéciale : aucun manteau, châle, cape ou écharpe de quelque nature que ce soit n'était autorisé à être porté. Ces objets sont restés dans la voiture de la dame[style à revoir].

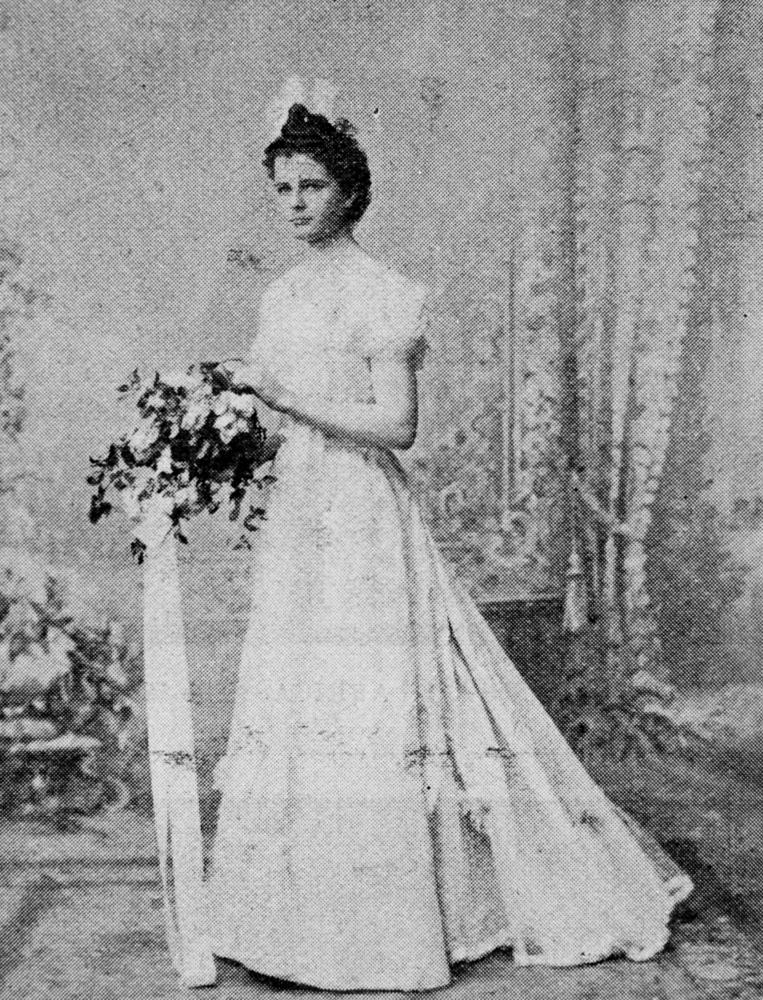
A Brisbane Debutante in 1900